# Alandson Jansen Da Silva
Alandson Jansen Da Silva (4 oktober 1988) is een Belgische voetballer met ook de Braziliaanse nationaliteit die als aanvaller speelt.
Nadat hij de jeugdreeksen van Harelbeke, Zulte-Waregem en Club Brugge doorliep maakte hij zijn debuut in het seizoen 2008/09 voor Standard Luik. Helaas slaagde hij er nooit in echt door te breken op het allerhoogste niveau.Toen hij in het seizoen 2009-2010 bij Tubeke actief was werd hij ook betrapt op het gebruik van marihuana, de club plaatste hem hierna meteen op inactief. 
In het seizoen 2011/12 kwam Jansen Da Silva uit voor AGOVV Apeldoorn waar hij na een stage een contract verdiende.
In 2012 tekende hij bij Floriana FC op Malta. Nadien speelde hij bij KVV Coxyde en KV Turnhout.
Seizoen 2014-2015 en 2015 - 2016 speelde hij bij R Rc Gent-Zeehaven.Hierna speelde hij ook nog bij KVK Westhoek, SK Spermalie-Middelkerke en SC Wielsbeke
Zijn broer Alexander is ook voetballer en speelde o.a. bij KSV Oudenaarde.

## Clubs
- Harelbeke Sport (jeugd)
- SV Zulte-Waregem (jeugd)
- Club Brugge (jeugd)
- Standard Luik (2008-2009)
- AFC Tubize (2009-2011)
- AGOVV Apeldoorn (2011/12)
- Floriana FC (2012)
- KVV Coxyde (2012/13)
- KV Turnhout (2013/14)
- KRC Gent-Zeehaven (2014-2016)
- KVK Westhoek (2016-2017)
- KSC Wielsbeke (2019-2020)
- Sparta Heestert FC (2021-...)